# Mesanthura looensis
Mesanthura looensis är en kräftdjursart som beskrevs av Brian Frederick Kensley och Marilyn Schotte 1987. Mesanthura looensis ingår i släktet Mesanthura och familjen Anthuridae.
Artens utbredningsområde är Mexikanska golfen. Inga underarter finns listade i Catalogue of Life.